# Dendrobium foxii
Dendrobium foxii är en orkidéart som beskrevs av Henry Nicholas Ridley. Dendrobium foxii ingår i släktet Dendrobium, och familjen orkidéer. Inga underarter finns listade i Catalogue of Life.